# 赫尔穆特·哈勒

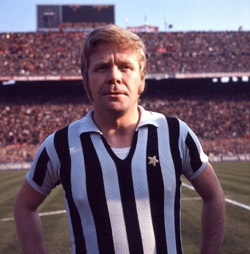
赫尔穆特·哈勒

赫尔穆特·哈勒（德語：Helmut Haller，1939年6月21日—2012年10月11日）生于德国奧格斯堡，德国退役了的著名足球运动员，司職前锋，曾代表前西德队参加过三届世界杯，共为国家队出场33次，进13球，包括1966年世界杯决赛2比4负于英格兰队时所攻进的一球。
在他的俱乐部生涯， 哈勒在1958年至1970年的12年间效力于家乡的奥格斯堡足球俱乐部，之后前往意大利曾先后效力博洛尼亚和尤文图斯这两支意大利球队，并赢得过三次意甲冠军。在1973年他返回家乡球队直到1979年挂靴。
2006年因心脏病发作，正在医院接受重症监护。一些天之后哈勒的病情得到了控制